# Біф Веллінгтон
Біф Веллінгтон — приготування яловичої вирізки, покритої паштетом (часто фуа-гра) та грибною пастою дюксель, яку потім загортають у листкове тісто та випікають. Згідно з деякими рецептами, яловичину потрібно загорнути у млинець (креп), щоб утримати вологу та вберегти тісто від намокання.
Вирізку можна загортати й пекти цілим шматком, та нарізати перед подачею, або ж її можна порізати на окремі порції попередньо до обгортання та випікання. Для збагачення смаку можна додавати різноманітні прянощі, наприклад, духмяний перець та імбир.

## Назва

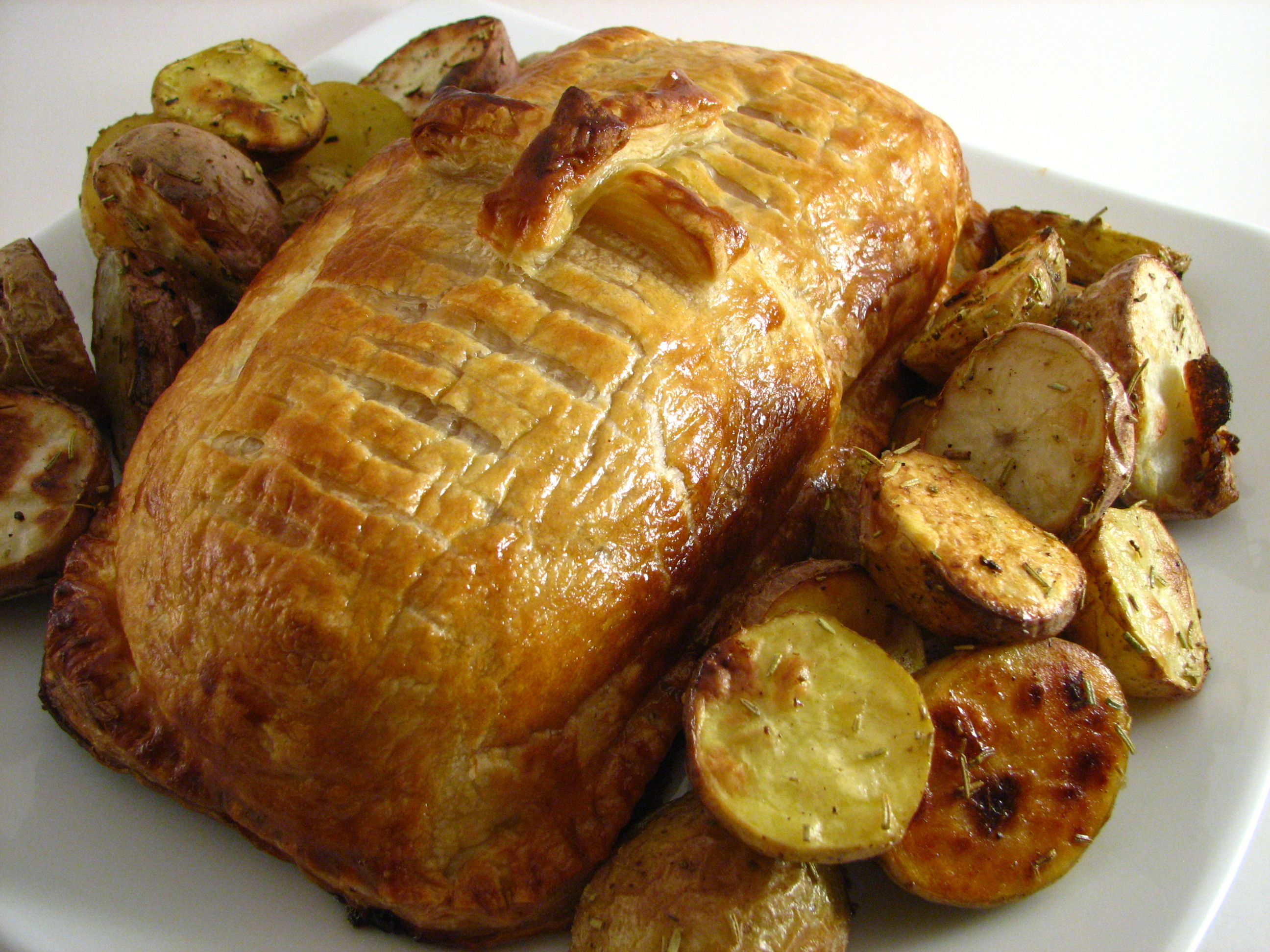
Біф Веллінгтон

### Походження
Походження назви страви є неясним, невизначеним є зв'язок з Артуром Веллслі, Першим герцогом Веллінгтону.
Леа Гіслоп, пишучи у Дейлі Телеграф, спостерігає, що на час набуття популярності Веллінгтону, м'ясо, запечене в тісті, було добре зарекомендованою складовою англійської кухні, і що схожість цієї страви на французьке filet de bœuf en croûte (яловиче філе в тісті) може вказувати на те, що Біф Веллінгтон був «своєчасним патріотичним ребрендингом трендової континентальної страви». Однак, вона застерігає, що не існує рецепту страви за 19 століття. Є згадка «яловичого філе а-ля Веллінгтон» у Лос-Анджелес Таймс в 1903 році, проте першою появою власне самої страви є її згадка в Оксфордському словнику англійської мови, де у нью-йоркському гастрономічному путівнику 1939 року йдеться про «тендерлоїн Біф Веллінгтон», який готують, залишають охолонути та огортають крихтами тіста.
Клариса Діксон Райт говорить, що «ця страва не має жодного стосунку до того блискучого героя Герцога Веллінгтонського; страву вигадали для міського прийому у Веллінгтоні в Новій Зеландії, але вона є чудовим додатком до будь-якого святкування».

### Страви зі схожими назвами
Серед схожих м'ясних страв, печених у тісті, є ковбасний, лососевий та вегетаріанський грибний Веллінгтон.